# Стари град (Сараево)
Вижте пояснителната страница за други значения на Стари град.
Стари град е градска община в гр. Сараево - столицата на Босна и Херцеговина и на нейната съставна част Федерация Босна и Херцеговина. Площта ѝ е 51,4 km², а населението – около 50 хиляди души (2001).
Административно гр. Сараево включва тази и още 3 градски общини (Център, Ново Сараево, Нови град) от състава на Сараевски кантон от Федерация Босна и Херцеговина. Тя е най-старата от тези 4 градски общини и в по-голямата си част е с историческо значение за града.

## Демография

### 1971
Общо 126 598 души.
- мюсюлмани – 74 354 (58,73%)
- сърби – 27 658 (21,84%)
- хървати – 12 903 (10,19%)
- югославяни – 5944 (4,69%)
- други – 5739 (4,55%)

### 1991
Общо 50 744 души.
- мюсюлмани (бошняци) – 39 410 (77,66%)
- сърби – 5150 (10,14%)
- хървати – 1126 (2,21%)
- югославяни – 3374 (6,64%)
- други – 1684 (3,35%)

### 2005
97% от населението са етнически бошняци (2005).